# Craíbas
Craíbas är en kommun i Brasilien.   Den ligger i delstaten Alagoas, i den östra delen av landet, 1 400 km nordost om huvudstaden Brasília. Antalet invånare är 22 643.
Omgivningarna runt Craíbas är huvudsakligen savann. Runt Craíbas är det ganska tätbefolkat, med 100 invånare per kvadratkilometer.